# Pietas

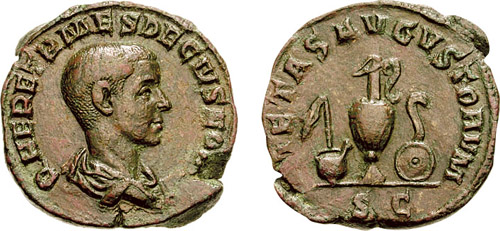
Sesterci amb Pietas, com a virtut de l'emperador romà Herenni Etrusc, amb utensilis de culte, com la pàtera i el lituus

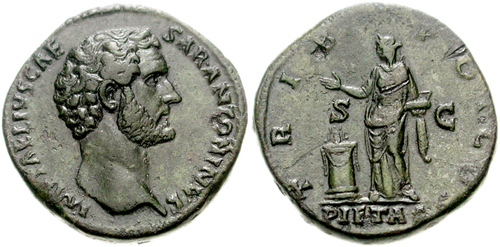
Pietas, com a virtut de l'emperador Antoní Pius, representada per una dona que ofereix un sacrifici al revers d'aquest sesterci

Pietas era una de les principals virtuts de l'antiga Roma que ha estat traduïda de formes diverses com 'haver de', 'religiositat' o 'capteniment religiós', 'lleialtat', 'devoció' o 'pietat filial'.
Era la virtut distintiva de l'heroi fundador Enees, a qui sovint se li dona l'epítet adjectivat pius en l'Eneida de Virgili. La naturalesa sagrada de la pietas fou encarnada per la seua personificació divina, Pietas, una dea sovint representada en monedes romanes. L'equivalent grec n'és eusebeia.
Ciceró definí la pietas com la virtut "que ens exhorta a complir el nostre deure amb el nostre país o amb els nostres pares o altres parents". La persona que tenia pietas "efectuava els seus deures envers la divinitat i els éssers humans, plenament i en tots els seus aspectes", segons ho descriu l'estudiós dels clàssics del s. XIX, Georg Wissowa.
La pietas erga parentes ('pietas cap als pares') fou un dels aspectes més importants que demostren virtut. Pius com a cognom sorgí com a forma d'indicar a una persona que era especialment "pietosa" en aquest sentit: anunciar la pietas d'una persona en la nomenclatura oficial sembla una innovació de la República tardana, quan Quint Cecili Metel Pius clamava perquè son pare, Numídic, tornés de l'exili. La Pietas també s'estengué cap als avantpassats, i fou un dels principis bàsics de la tradició romana, amb què es tenia cura dels morts. També hi havia la pietas a la pàtria (pietas erga Patriam).
La Pietas com a virtut era dins de la persona, a diferència d'una virtut o do com la victòria, que era donada pels déus. La Pietas permetia a una persona reconéixer l'origen diví dels beneficis obtinguts.
Els romans es creien els més pietosos dels humans i per això eren ajudats pels déus. També convidaven els déus dels enemics vençuts a venir a Roma a ser honorats. És l'Evocatio: els déus dels vençuts els abandonen i així són menys protegits i auxiliats.

## Iconografia

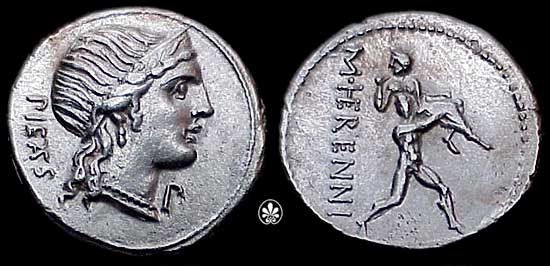
Denari d'Herenni, mostrant la Pietas i un acte de pietas

La Pietas es representà en monedes per a objectes de culte, però també com una dona que duu un sacrifici amb foc en un altar. En la imatgeria del sacrifici, la libació era l'acte fonamental que simbolitzarva la pietas.
Les primeres representacions de la pietas en monedes romanes fou en denaris emesos per Marc Herenni al 108 o 107 ae. La pietas apareix en l'anvers com una personificació divina, en forma de bust; la qualitat de la pietas és representada per un fill transportant son pare a l'esquena. També apareix sovint en monedes imperials, incloent-ne les emeses en temps d'Adrià.
Un dels símbols de la pietas fou la cigonya, descrita per Petroni com pietaticultrix, 'conreadora de la pietas'. La cigonya representa la pietat filial, perquè els romans creien que demostrava lleialtat familiar tornant al mateix niu cada any, i que tenia cura dels pares quan eren majors. Així, una cigonya apareix al costat de Pietas en una moneda emesa per Metel Pius.